# Gnocchi

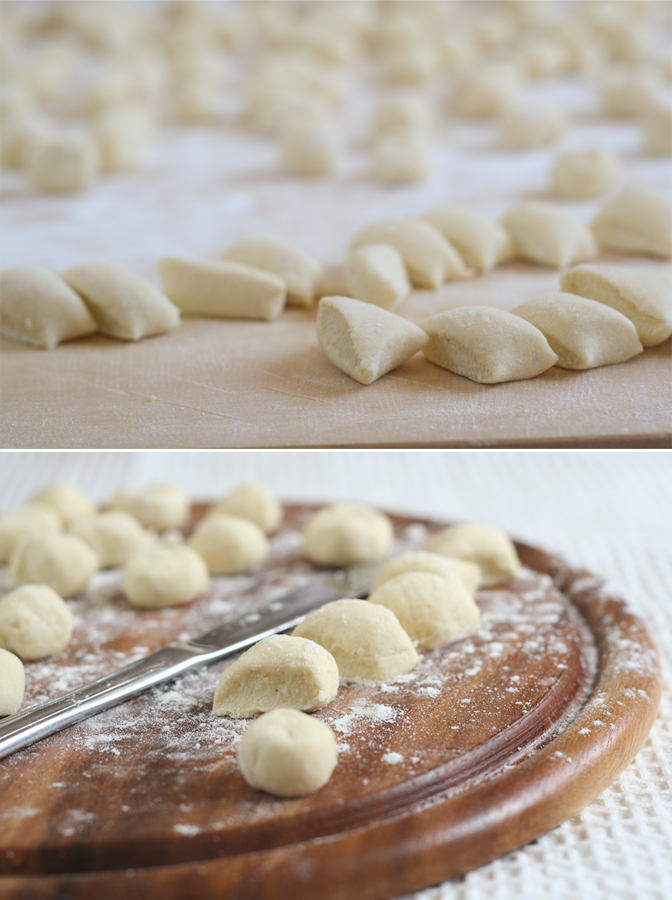
Gnocchi przed ugotowaniem

Gnocchi [ˈɲɔkki] – rodzaj włoskich klusek. Po włosku słowo gnocchi to liczba mnoga od gnocco, czyli dosłownie „gruda”. Istnieje wiele regionalnych wersji tej potrawy, m.in. z ziemniaków, warzywnego purée, sera, mąki gryczanej. Są podobne do polskich kopytek.
Dodatkami do gnocchi są różne sosy, np. te typowe dla makaronów, jak pomodoro, funghi, pesto.
Jedna z wersji gnocchi jest znana ze swojej zielonej barwy, przygotowywana ze szpinakiem i ricottą, zwana w Toskanii strozzapreti lub w regionie Trydent-Górna Adyga strangolapreti.

## Wybranegnocchi
- gnocchi alla romana(inne języki)
- gnocchi alla sorrentina
- gnocchi z dyni(inne języki)
- gnocchi ziemniaczane(inne języki)